# Święte (Stargard)
Święte (deutsch Schwendt) ist ein Dorf der Gemeinde Stargard (Stargard in Pommern) in der polnischen Woiwodschaft Westpommern.

## Geographische Lage
Święte liegt in Hinterpommern, etwa vier Kilometer südöstlich der Stadt Stargard und 36 Kilometer östlich der Stadt
Stettin (Szczecin) in der Nähe des Flusses  Ihna am Fluss Krampehl, der die Gemeindegrenze zum Dorf Strachocin (Zartzig) bildet.

## Geschichte

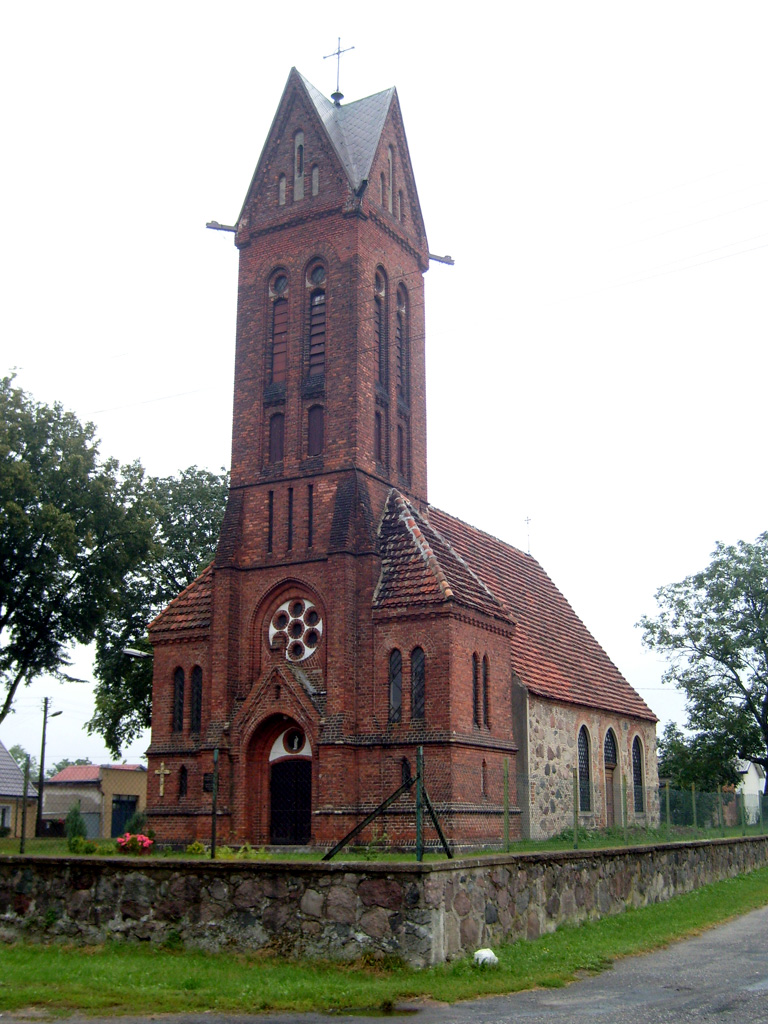
Dorfkirche (bis 1945 evangelisch)

Das Dorf war ehemals eine Eigentumsortschaft von Stargard und hatte an verschiedene geistliche Stiftungen der Stadt Abgaben zu entrichten. Um das Jahr 1780 gab es in Schwendt acht Vollbauern, zwölf Kossäten, vier Büdner, einen Schulmeister, einen Gasthof, der von einem Kossäten bewohnt wurde, und insgesamt 36 Haushaltungen. Um 1930 hatte die Gemarkung der Gemeinde Schwendt eine Flächengröße von 5,2 km², und auf dem  Gemeindegebiet standen insgesamt 43 Wohngebäude.
Schwendt war der einzige Wohnort der Gemeinde. Im Jahr 1925 wurden in Schwendt 246 Einwohner gezählt, die auf 62 Haushaltungen verteilt waren.
Bis 1945 gehörte Schwendt zum Landkreis Saatzig der Provinz Pommern.
Gegen Ende des Zweiten Weltkriegs wurde Schwendt Anfang März 1945 von der Sowjetarmee besetzt. Nach Kriegsende wurde die Ortschaft unter polnische Verwaltung gestellt. Schwendt wurde in Święte umbenannt. Die einheimische Bevölkerung wurde in der Folgezeit von der örtlichen polnischen Verwaltungsbehörde vertrieben.

### Bevölkerungsentwicklung
| Jahr | Einwohner | Anmerkungen                                           |
| ---- | --------- | ----------------------------------------------------- |
| 1867 | 287       | [ 4 ]                                                 |
| 1871 | 296       | darunter 295 Evangelische und eine katholische Person |
| 1925 | 246       | darunter 245 Evangelische und eine katholische Person |
| 1933 | 284       | [ 6 ]                                                 |
| 1939 | 248       | [ 6 ]                                                 |

## Religion
Die bis 1945 in Schwendt anwesende Bevölkerung gehörte mit großer Mehrheit der evangelischen Konfession an. Im Jahr 1925 gab es in Schwendt einen Einwohner, der dem katholischen Glaubensbekenntnis angehörte.

## Mineralquelle
Etwa drei Kilometer südöstlich des Dorfs entspringt am Fluss Krampehl aus einem Berg eine Mineralquelle, Gesundheitsbrunnen genannt, die im 18. Jahrhundert viel besucht wurde.